# Roki sądowe
Roki sądowe – w polskim systemie prawnym stałe posiedzenie sądu, które odbywa się poza jego siedzibą lub nawet poza obszarem jego właściwości.

## Współczesne prawo
Określenie użyte przez ustawodawcę w art. 22 ustawy Prawo o ustroju sądów powszechnych z 1985 roku. Obecnie możliwość odbywania stałych posiedzeń poza siedzibą lub obszarem właściwości sądu umożliwia art. 43 ustawy Prawo o ustroju sądów powszechnych (Dz.U. z 2023 r. poz. 217). Przesłankami warunkującymi możliwość stosowania tej instytucji są:
1. dobro wymiaru sprawiedliwości,
2. lub jeżeli przez to (tj. odbywanie stałych posiedzeń poza siedzibą lub obszarem właściwości sądu) nastąpi znaczne zmniejszenie kosztów.

Możliwość zarządzania odbywania stałych posiedzeń sądu poza jego siedzibą posiada minister sprawiedliwości (np. na podstawie zarządzenia ministra sprawiedliwości z dnia 11 grudnia 1987 r. w sprawie odbywania stałych posiedzeń sądowych (roków sądowych) przez sądy rejonowe Sąd rejonowy w Ostrowie Wielkopolskim odbywa stałe posiedzenia sądowe (roki sądowe) w Ostrzeszowie, a Sąd rejonowy w Kędzierzynie-Koźlu odbywa stałe posiedzenia sądowe (roki sądowe) w Głubczycach).
W miejscowościach, w których sąd odbywa swoje stałe posiedzenie (odbywają się roki) działają zazwyczaj stałe sekretariaty spełniające czynności sekretariatu wydziału w zakresie spraw rozpoznawanych na rokach.

## Inne znaczenia pojęcia „Roki”
Roki – w polskim języku prawniczym w XIII wieku, „...oznaczały terminy, w których się do sądu stawić było trzeba, a więc i same sądy i pozwy do nich”
- Rok nadworny – pozew ustny, ustne wezwanie do sądu.
- Rok zawity – termin konieczny, niemożliwy do odroczenia.
- Rok licowy – termin sądzenia przestępcy schwytanego na gorącym uczynku, z okazaniem przedmiotu winy.
- Roki bartne – „terminy do sądzenia spraw bartniczych w sądach bartnych, przez podstarościego bartnego najprzód co 2, potem co 4, a w końcu co 6 niedziel odbywanych”[1].
- Roki gajone („gajony”. 'zwoływany', 'zagajony' lub 'uroczysty') – odbywano co 2 tygodnie, sądził sołtys z ławnikami[2]
- Roki wielkie gajone (walne) – znaczyły to samo, co dawne wiece (sądy wiecowe), na których (piastowie) zasiadał i sądził monarcha lub zastępujący go wojewoda czy starosta. Po wprowadzeniu trybunałów roki walne straciły swoje znaczenie. W Księstwie Mazowieckim, wszelkie obrady sejmowe, jako najwyższe sądy, nazywały się „rokami walnymi”.
- Roki ziemskie – kadencje sądu ziemskiego, na którym zasiadali sędziowie i podsędkowie ziemscy, „sąd Ziemski powinien insze czasy naznaczyć i obwołać 4 niedziele przed sądzeniem onych, i to obwołanie w akta grodzkie zapisać. Tak wiele jednak razy przez rok sądzić się mają, jako w prawie opisano”[3]. Od XV wieku zastąpiły sądy książęce. W ich skład wchodzili: sędzia, podsędek i pisarz mianowani dożywotnio przez króla (kandydatury przedstawiały sejmiki ziemskie).
- Roki małe, czyli „Roczki” („Poroczki”), były to miesięczne lub kwartalne kadencje, „sądy grodzkie” (iudex castli). Sądzono na nich do wysokości 30 grzywien, a przewodniczyli głównie komornicy (także zastępcy wojewodów, podkomorzych, sędziów i podsędków), rozstrzygając sprawy uboższej szlachty i kmieci (na prawie polskim). Bywały jednak wypadki, że na roczkach zasiadali i sami królowie, np. w 1400 roku w Poznaniu uczestniczył Władysław Jagiełło. W 1420 roku uchwalono, aby roki ziemskie odbywano raz na miesiąc w każdym powiecie (w 1441 roku, 4 razy, i za Jana Olbrachta w roku 1496, na ziemiach ruskich 6 razy, potem trzy razy, dlatego że czwartą kadencją były „Wiece”, tj. „Colloquia Generalia”).
- Rokować – oznaczało „wezwać ustnie do sądu” (bez wręczenia pisma). „Takie rokowanie czyli zawołanie do sądu dozwolone było tylko w sprawie zgwałconego bezpieczeństwa; w obrębie trybunału nastąpić mogło za decyzją trybunału; sam marszałek lub prezydent nie mógł tego dokonywać. Rokowanie, będąc pozwem, nie znaczyło wyroku[1].